# NPO Klassiek
NPO Klassiek, voorheen NPO Radio 4, is de radiozender voor klassieke muziek van de Nederlandse Publieke Omroep.

## Geschiedenis
De eerste uitzending van de zender, toen nog als Hilversum IV, vond plaats op 28 december 1975. Dat was tevens de eerste uitzending van aspirant-omroep Veronica in het publieke bestel. De zender werd geopend door een typetje van André van Duin. In het begin waren er alleen 's avonds programma's en werd een deel van de zendtijd gevuld door Teleac, maar al vrij snel werd de zendtijd uitgebreid.
De zender zendt sinds 5 januari 1998 24 uur per dag uit. Bij de programmering overdag staan fragmenten uit het bekendere klassieke repertoire centraal. 's Avonds wordt gewoonlijk een volledig concert uitgezonden, op zaterdagavond regelmatig een liveregistratie van een opera. Er kan sinds 2015 live worden meegekeken in de studio via een webcam. In 2020 en 2021 moesten vanwege de coronapandemie die in 2020 uitbrak gedurende een aantal periodes alle theaters en concertgebouwen hun deuren sluiten. Dit gebeurde van 15 maart t/m 31 mei 2020, van 14 december 2020 t/m 4 juni 2021 en van 18 december 2021 t/m 25 januari 2022. In deze periodes konden er dus geen live-concerten worden uitgezonden. Daarom werden er gedurende deze periodes opnames van oude concerten en opera's uitgezonden. Ook de jaarlijkse Passie-uitvoering op Palmzondag en de Kerstmatinee op Eerste kerstdag moesten als gevolg hiervan in deze jaren worden afgelast. De zender zond als alternatief hiervoor opnames van eerdere edities van deze evenementen uit op deze dagen.
NPO Klassiek is horizontaal geprogrammeerd. Er is een ochtendprogramma met Andrea van Pol en Hans Smit van KRO-NCRV; een ander goed beluisterd programma is De Klassieken van AVROTROS, gepresenteerd door Ab Nieuwdorp (voorheen door Hans Smit, Clairy Polak en Maartje van Weegen). Omroep MAX en de NTR nemen de rest van de middag voor hun rekening. In het weekend hebben ook EO en de VPRO enkele uren zendtijd. In de avond is er een compleet concert te beluisteren, gevolgd door Passaggio.
In 2018 werden de website en app van NPO Radio 4 genomineerd voor de Marconi Online Award. "Radio 4 biedt nu op de site en de app opnames aan uit haar eigen archieven, die aansluiten bij menselijke behoeften: muziek voor het slapen gaan, muziek bij het opstaan, muziek om te studeren, muziek om bij schoon te maken, etc. Door het aansluiten bij een behoefte bied je mensen die geen kennis hebben van klassieke muziek, toch de mogelijkheid daar volop van te genieten," aldus het juryrapport. In 2019 werd NPO Radio 4 genomineerd voor de Marconi Award voor Beste Zender. Op 1 januari 2023 kreeg de zender de naam NPO Klassiek.

### Nootschieten
Het spelletje Nootschieten was jarenlang een van de items van het lunchprogramma Licht op 4 (elke dag tussen 12.00 en 14.00). Daarin moesten luisteraars de naam en de componist raden van een kort fragment van een stuk klassieke muziek. Sinds 2011 organiseerde de AVRO ook een NK Nootschieten, dat live op de zender werd uitgezonden. Op 4 september 2017 veranderde de naam Licht op 4 in De Muziekfabriek. De redactie hoopte met een nieuw concept een breder luisterpubliek te bereiken en Nootschieten paste daar niet bij, omdat een zeer hoog kennisniveau vereist was. Tijdens het NK Nootschieten op 4 november 2017 vond een officiële afsluiting plaats.
- 15 april 2011 - winnaar: Ad Plaisier[5]
- 11 mei 2012 - winnaar: Anton Stoop[6]
- 2013 - niet gehouden
- 6 juni 2014 - winnaar: Ward Koopmans[7]
- 12 juni 2015 - winnaar: Jan Broekhuizen[8]
- 17 juni 2016 - winnaar: Peter Kuijper[9]
- 4 november 2017 - winnaar: Frank Dupont[10]

### Klassieke Top 400
In oktober 2012 startte de zender met het jaarlijks uitzenden van de Hart & Ziel Lijst. Vanaf 2020 heet de lijst de Klassieke Top 400. Luisteraars kunnen hun meest geliefde klassieke werken kenbaar maken tijdens een stemweek, waarna een top 400 (t/m 2019 300) van meest gekozen werken wordt samengesteld. 

## Huidige programma's
- Voor de Dag (KRO-NCRV/MAX)
- De ochtend (KRO-NCRV)
- De Klassieken (AVROTROS)
- De Muziekfabriek (AVROTROS)
- Maatwerk (MAX)
- Podium (NTR)
- Podium op zaterdag (NTR)
- Passaggio Late Night (KRO-NCRV)
- Avondconcert (NTR)
- Opium (AVROTROS)
- De Nacht (AVROTROS)
- AVROTROS Vrijdagconcert (AVROTROS)
- Musica Religiosa (EO)
- Een goedemorgen met... (AVROTROS)
- NTR ZaterdagMatinee (NTR)
- NTR Opera Live (NTR)
- Vrije Geluiden (VPRO)
- Tussen Hemel en Aarde (KRO-NCRV)
- Spiegelzaal (AVROTROS)
- Het Zondagochtend Concert (AVROTROS)
- Het Zondagmiddagconcert (AVROTROS)
- Diskotabel (NTR)
- Panorama zondag (KRO-NCRV)

## Presentatoren

### Huidige presentatoren
- Jet Berkhout
- Lex Bohlmeijer
- Annemieke Bosman
- Selma van Dijk
- Hein van Eekert
- Leonard Evers
- Elsbeth Gruteke
- Hans Haffmans
- Beitske de Jong
- Wilfred Kemp
- Carine Lacor
- Amy Muller
- Pieter van Nes
- Ab Nieuwdorp
- Aad van Nieuwkerk
- Wouter Pleijsier
- Andrea van Pol
- Hans Smit
- Willem de Vries
- Mieke van der Weij
- Sander Zwiep
- Anne-Maartje Lemereis
- Saskia Voorbach
- Johannes Wirix-Speetjens
- Jeroen van Kan
- Jan van Poppel
- Maartje Stokkers
- Brecht van Hulten
- Cecilé Huijnen

### Voormalige presentatoren
- Maartje van Weegen (2006-2012)
- Dieuwertje Blok (2010-2024)
- Hans van den Boom (1994-2024)
- Annemiek Klijberg (1978-2010)